# Дорогичівка

Дороги́чівка — село в Україні, у Товстенській селищній громаді Чортківського району Тернопільської області. Розташоване на заході району. У зв'язку з переселенням жителів хутір Веденці виключений з облікових даних.
Населення — 753 особи (2025).
До 2018 — центр сільради. Від 2017 року — центр Дорогичівської сільської громади. З 2020 року — у складі Товстенської селищної громади

## Історія
Наприкінці ХІХ століття А.Шнайдер виявив трипільське поселення в урочищі Балки. Знайдено залізний наконечник списа пшеворського типу, зберігається в Краківському музеї.
Перша писемна згадка — 1544.
За Австро-Угорщини і Польщі діяла однокласна школа з українською мовою навчання. Працювали філії “Просвіти” (від 1910 р.), “Лугу” та інших товариств; кооператива. 
За переписом 1921 р., в селі був 171 двір із населенням 840 осіб, на 1931 р. – 194 двори (1057 осіб).
Від 8 липня 1941 р. до 23 квітня 1944 р. село – під нацистською окупацією. 
Під час німецько-радянської війни у Червоній армії загинуло 28 жителів села, 27 пропали безвісти . 
Після повернення радянської влади протягом 1944–1953 рр. за участь у національно-визвольній боротьбі ув’язнено 8 осіб, виселено у Сибір 13 осіб; загинуло 10 борців ОУН і УПА, зокрема:
- чотовий санітар сотні “Бродига” Василь Війтишин (псевда “Василь”, “Кузьменко”; 1922–1946),
- станична ОУН Анастасія Світлик-Війтишин (псевдо “Калина”),
- підрайонні провідники ОУН Петро Павлюк (псевдо “Голуб”; 1918–1944), Григорій Стадник (1906 р. н.),
- стрільці УПА Роман Бамбурак (1922 р. н.) та Микола Війтишин (1922 р. н.).
- 12 червня 2020 року, відповідно до розпорядження Кабінету Міністрів України № 724-р «Про визначення адміністративних центрів та затвердження територій територіальних громад Тернопільської області» увійшло до складу Товстенської селищної громади[3]. 19 липня 2020 року, в результаті адміністративно-територіальної реформи та ліквідації Заліщицького району, увійшло до складу новоутвореного Чортківського району[4].
- У селі проживала громадська діячка, своєрідний символ Помаранчевої революції Параска Королюк (1939–2010).

## Релігія
- церква Введення в храм Пресвятої Богородиці (1818; кам'яна, ПЦУ);
- церква Введення в храм Пресвятої Богородиці (1999; мурована, УГКЦ);
- капличка на честь незалежності України.

## Пам'ятники
Споруджено пам'ятник воїнам-односельцям, полеглим у німецько-радянській війні (1967), насипано могилу воякам УПА.

## Соціальна сфера
Діють загальноосвітня школа І-ІІІ ступенів, Будинок культури, бібліотека, ФАП, ТОВ «Дорогичівка», цегельний завод.

## Відомі люди

### Народилися
- архітектор І. Гордій,
- державний реєстратор Городенківського району В. Я. Кісілюк
- акад., заслужений машинобудівник України Я. Микитин.
- кандидат економічних наук., доцент ЧІПіБ ТНЕУ Галак Я. М. (1947—2017)

### Пов'язані зі селом
- Тадеуш Ценський — польський громадсько-політичний діяч, власник маєтку в селі, де мешкав до часу свого одруження[5]

## Світлини

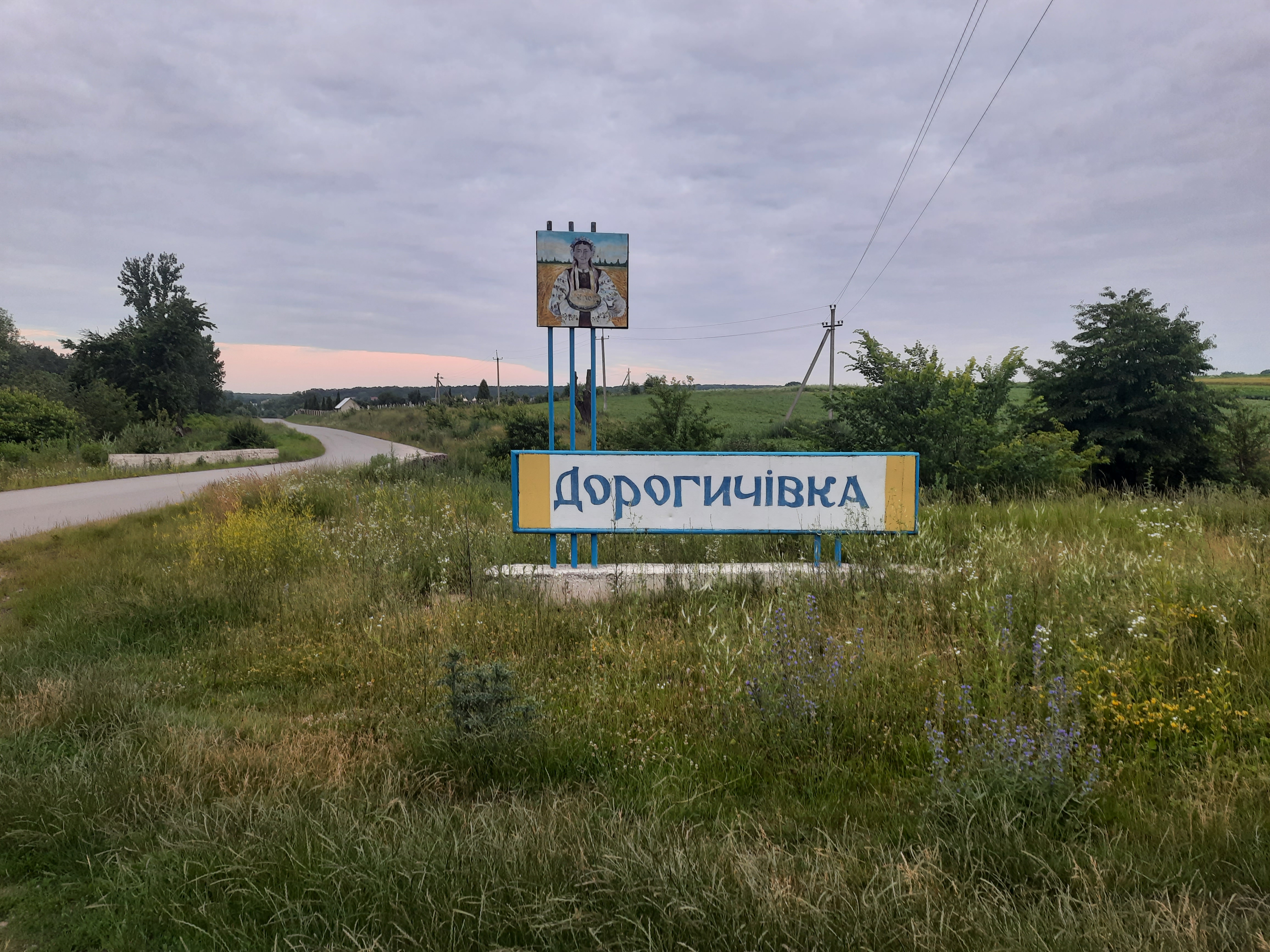
В'їзд у село
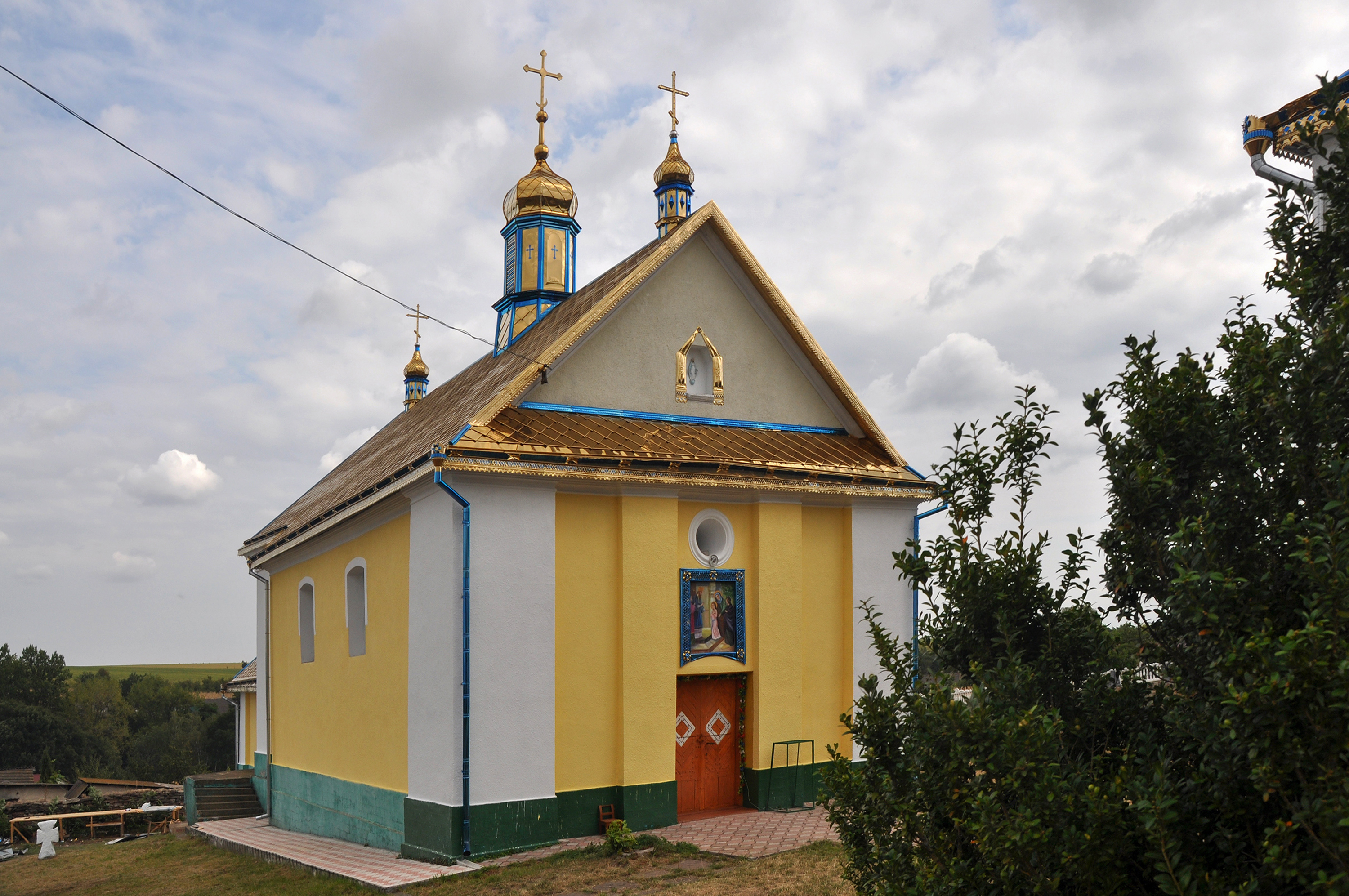
Церква Введення в храм Пречистої Діви Марії
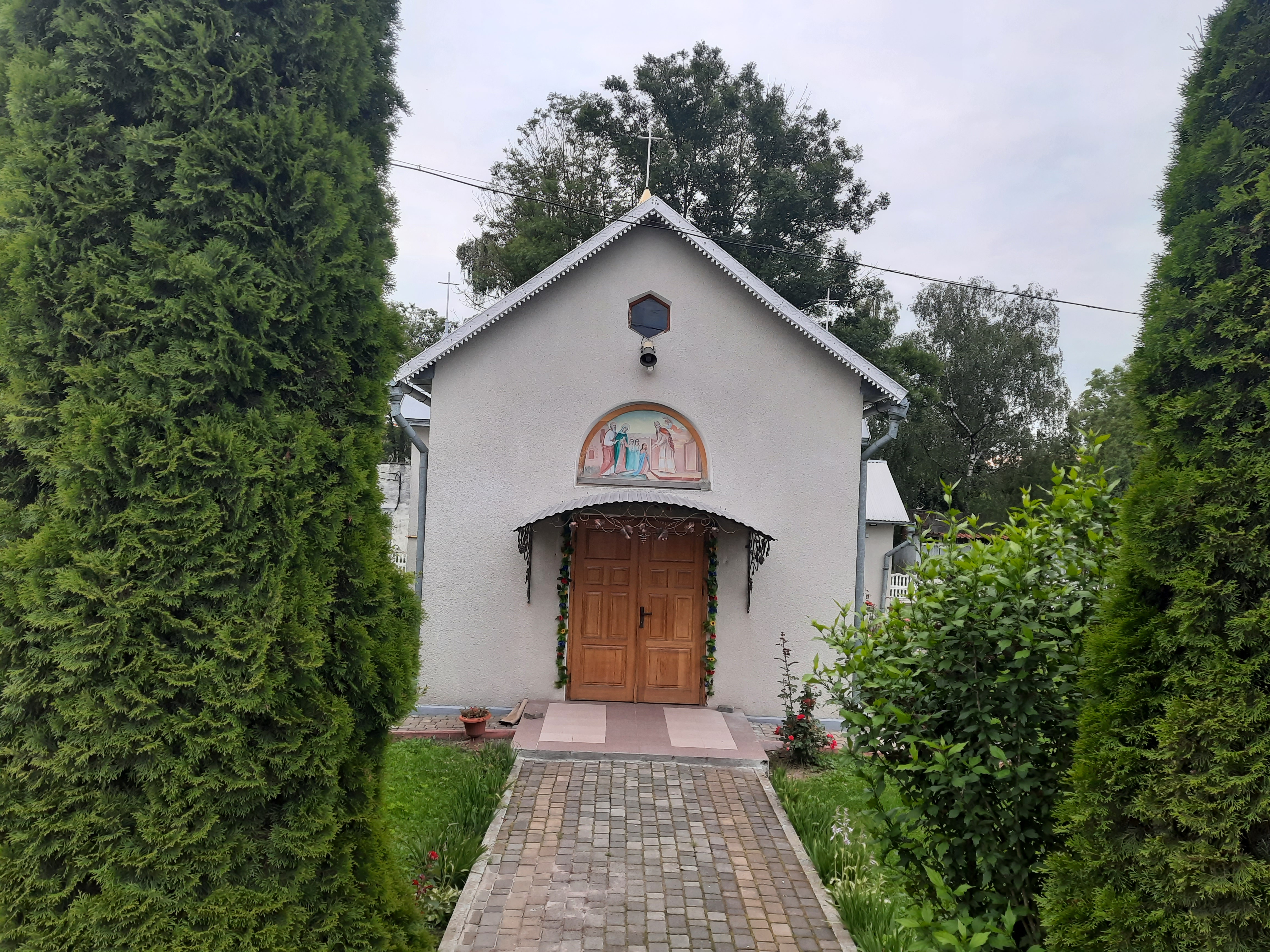
Церква Введення Пречистої Діви Марії УГКЦ
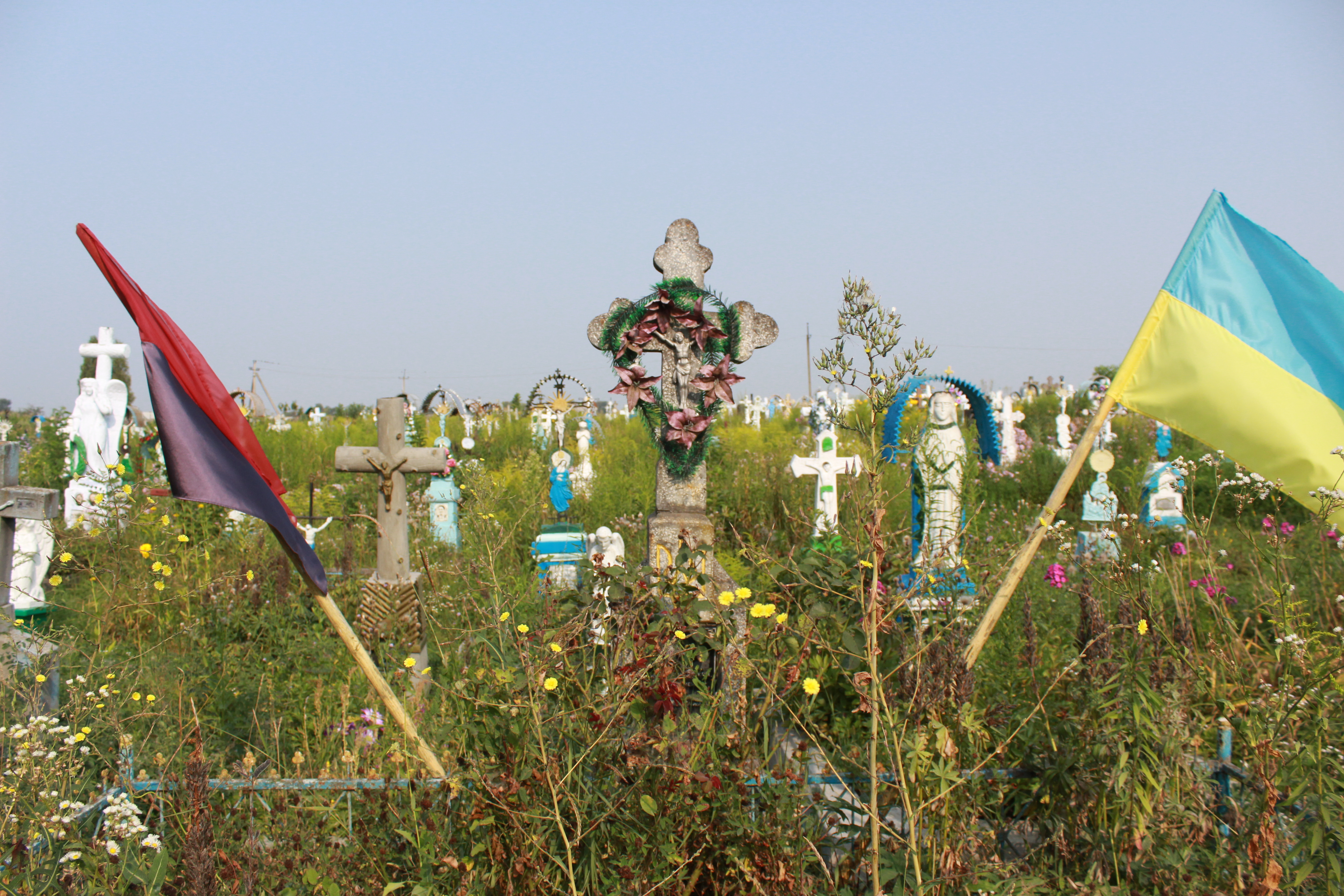
Могила вояків УПА